# Elicarlos
Elicarlos Souza Santos, mais conhecido como Elicarlos ou apenas Eli  (Laranjeiras, 8 de junho de 1985), é um futebolista brasileiro que atua como volante. Atualmente, está sem clube.

## Carreira

### Porto-PE
Natural da cidade de Laranjeiras, no Sergipe, Elicarlos é cria das categorias de base do Porto, de Caruaru, onde inclusive começou a sua carreira como jogador de futebol profissional em 2005.
Ainda na temporada 2005, atuando no Porto de Caruaru (PE), Elicarlos estreou pelos profissionais e logo chamou a atenção do Naútico, se transferindo em 2006 para um dos grandes clubes de Pernambuco.

### Náutico
Saiu do Porto para os Aflitos no final do Pernambucano. O jogador teve a sua primeira passagem pelo clube em 2006, quando chegou no Timbu no dia 26 de abril. Mas ainda era reserva do volante Vágner Rosa.
Em 2006, estreou em uma partida contra o Guarani, pela Série B do Campeonato Brasileiro. Mas pouco atuou quando o Timbu conseguiu a classificação para a primeira divisão.
Sem ser aproveitado por Hélio dos Anjos, por pouco não foi embora no início deste ano. Mas com a chegada de PC Gusmão, Elicarlos ganhou uma oportunidade e nunca mais saiu do time.
Mas foi em 2007, na volta do Náutico à Série A, que provou seu valor. Pois na campanha do Campeonato Brasileiro de 2007, Elicarlos foi um dos maiores destaques do Náutico no Brasileiro.
O campeonato estava sendo tão especial para Elicarlos que seu primeiro gol pelo Náutico foi logo na Vila Belmiro, no triunfo por 2–1 diante do Santos. Naquela oportunidade, no dia 28 de julho de 2007, abriu o placar aos 32 minutos.
Para se ter uma ideia, o volante só tomou o primeiro cartão amarelo na 18ª rodada, na vitória do Náutico por 4–2 diante do Figueirense, na noite do dia 8 de agosto de 2007, no Estádio dos Aflitos, em Recife.
Foi tanta regularidade, que jogou 34 dos 38 jogos na campanha do Campeonato Brasileiro. No dia 3 de outubro de 2007, contra o Palmeiras no Parque Antártica, Elicarlos completou 50 jogos pelo Náutico, na 29ª rodada.
Após ter se destacado no Náutico, chamou a atenção dos dirigentes da Toca da Raposa e deixou a equipe alvirrubra em 2007 rumo ao time mineiro do Cruzeiro.

### Cruzeiro
Elicarlos teve a contratação anunciada pelo Cruzeiro no dia 24 de agosto de 2007. Em janeiro de 2008, no entanto, o jogador entrou com uma ação na Justiça do Trabalho contra o Naútico e adiou a apresentação na Toca da Raposa. Devido à pendência jurídica, Elicarlos não pôde se apresentar em janeiro ao Cruzeiro para participar da pré-temporada. Para poder ser apresentado, Elicarlos teve que abrir mão de uma ação judicial que movia contra o Timbu, cobrando atraso de FGTS, entre outros encargos trabalhistas que não haviam sido depositados pelo clube pernambucano.
Após retirar a ação que movia contra o Náutico na Justiça do Trabalho de Pernambuco, é apresentado no dia 26 de fevereiro de 2008. E na apresentação, ao trocar o modesto Náutico pelo Cruzeiro, Elicarlos se lembrou com orgulho da infância pobre na cidade de Laranjeiras, no interior de Sergipe. Ele contou que jogava bola e, ao mesmo tempo, lavava carros para ajudar a família. "Passei por momentos difíceis na infância. Ao mesmo tempo em que jogava bola, eu deixava os carros bem limpos e levava um troco para casa. Aprendi muito com a vida difícil lá do Nordeste."
No dia 6 de março fez seu primeiro treino, e três dias depois estreou no Cruzeiro 0 x 0 Atlético MG pelo Campeonato Mineiro. Já no dia 16 de julho, o gol do Cruzeiro sobre o Atlético Paranaense, no Mineirão, valendo pela Fase única do Campeonato Brasileiro 2008, foi o seu primeiro gol com a camisa da Raposa. Na ocasião, Elicarlos marcou o gol da vitória aos 40 do segundo tempo. Ainda nesse ano, foi campeão mineiro e Eli fez pelo Cruzeiro 27 partidas, sendo que a equipe celeste disputou 63. Este número representa 42,85% de aproveitamento.
Começou a temporada 2009 de uma forma brilhante, pois no mês de janeiro, aos oito minutos do 1º tempo, Elicarlos pegou a sobra e de fora da área mandou no cantinho, de canhota, para abrir o placar da partida em que o Cruzeiro goleou o Nacional do Uruguai por 4–1 no Estádio Centenário, em Montevidéu, e conquistou o Torneio Verão. Ainda nesta temporada, participando inclusive da campanha do vice-campeonato da Taça Libertadores da América de 2009 e do bicampeonato mineiro, disputou 53 partidas de um total de 71. Aproveitamento anual de 74,64%.
Com o crescimento evidente em 2010, quando vivia o melhor momento com a camisa celeste, a contusão veio em péssima hora. Pois se machucou na goleada por 4–1 do Cruzeiro sobre o time chileno do Colo Colo, pela Copa Libertadores, no dia 24 de fevereiro, no Mineirão. Na ocasião, Elicarlos foi retirado de campo aos 21 minutos do primeiro tempo, após sofrer lesão muscular na região anterior da coxa esquerda, quando tentava desarmar um adversário. Era o seu oitavo jogo como titular na equipe de Adilson Batista, já firmando sua condição.
Depois de se recuperar de lesão na coxa esquerda e voltar a treinar, ele perdeu espaço com a chegada de Cuca, seu novo treinador, já que no grupo cruzeirense o técnico Cuca conta com cinco volantes, entre eles Everton que chegou ao clube sob indicação do treinador. Desse modo, a diretoria do Cruzeiro anunciou o empréstimo de Elicarlos para o Atlético Goianiense em 18 de julho. O volante, porém, não chegou a um acordo salarial com o Dragão, e com isso permanece no time mineiro para participar da campanha de vice-campeonato do Brasileirão em 2010.
Ele tinha contrato com o clube mineiro até fevereiro de 2012. Mas desde que foi contratado, o jogador nunca conseguiu ser unanimidade entre a torcida azul. Soma-se a isso o fato de que, sem nunca ter se firmado como titular na Raposa, foi pouco aproveitado pelo técnico Cuca. Dessa forma, em janeiro de 2011, o volante Elicarlos rescinde contrato com o Cruzeiro, onde foi campeão mineiro em 2008 e 2009, além de participar das campanhas de vice-campeonatos da Copa Libertadores em 2009 e do Brasileirão em 2010, e voltou a Recife, como novo reforço do Náutico.

### Retorno ao Náutico
Velho conhecido da torcida alvirrubra, o volante é o novo reforço do Náutico em 2011. Elicarlos se sentiu em casa na volta e em setembro deste ano, pela Série B, frente ao Salgueiro, completou a marca de 100 jogos pelo clube. "Estou muito feliz e só tenho a agradecer a todos. Recebi muito apoio desde a chegada. Sempre é bom deixar a marca por onde a pessoa passa", declarou o volante. Ao voltar ao Náutico, o volante Elicarlos disse que fazer gol não era sua praia. Tanto que sempre projetou um gol por temporada. "Sou mais ligado em fazer a proteção, cobrir a zaga. Não me preocupo muito em fazer gol", declarou. Contudo, dois tentos foram marcados nesta Série B - um contra o Boa Esporte, outro (o mais bonito, segundo Eli) diante da Ponte Preta.
Ainda em 2011, no dia 29 de outubro, com o golaço marcado na vitória contra o Sport por 2–0, nos Aflitos, em jogo válido pela 33ª rodada da Série B, o atleta chegou ao terceiro gol na Série B. Além de marcar num clássico, para Elicarlos o gol que fechou o placar mereceu uma atenção maior pela jogada. Aos 31 minutos do primeiro tempo, ele arrancou para a área, passou por quatro defensores e bateu no canto esquerdo do goleiro Magrão. E se não bastasse marcar, a temporada de 2011 foi excepcional para Elicarlos, pois além de comemorar o acesso para a Primeira Divisão com a camisa do Timbu, foi protagonista da campanha que levou o time ao Campeonato Brasileiro da Série A, sob o comando do técnico Waldemar Lemos.
Em 2012, passou a jogar como o único primeiro volante do time, exatamente pela sua extrema capacidade de desarme, raça e de ser incansável – além da identificação com a torcida. Porém, Eli ficou sobrecarregado na função, por ser o único com características de marcação e não tem tido muitas chances de fazer gols como o que fez em 2011. Mesmo assim, no dia 14 de julho deste ano, no Estádio do Pacaembu, pelo Campeonato Brasileiro da Série A, quando o time do Corinthians fez 2–1 no Náutico, o gol do Timbu foi marcado por Elicarlos. Na oportunidade, pela nona rodada do campeonato, aos 20 minutos do primeiro tempo, da meia-lua da grande área, ele pegou o rebote e concluiu para a rede com chute baixo no canto esquerdo do goleiro Cássio.
Ainda em 2012, no dia 29 de agosto, identificado com o clube, completou 150 jogos com a camisa do timbu na partida contra o Figueirense, válida pela 20ª rodada do Campeonato Brasileiro. Na ocasião, além de atuar com o número 150 estampado no uniforme, Eli comandou uma virada sensacional do alvirrubro e marcou 2 gols. Já no dia 25 de outubro de 2012, pela 33.ª rodada do Campeonato Brasileiro, foi designado pelo então técnico Alexandre Gallo para a difícil tarefa de marcar o atacante Neymar, do Santos. E a missão foi cumprida com bastante sucesso. Pois o Náutico empatou em 0 a 0 na Vila Belmiro e Neymar não teve uma atuação destacada. Neste ano, também foi destaque do time que terminou em 12º lugar no Brasileiro.
Na temporada de 2013, durante o mês de agosto, no empate sem gols contra o Atlético-MG, o volante Elicarlos foi a sombra do meia-atacante Ronaldinho Gaúcho e desempenhou bem sua função de marcação, com os dois travando um duelo de muito contato físico. Ainda em agosto, contra o Sport, marcou um gol pela Copa Sul-Americana. Na oportunidade, após falta de Tobi sobre Diego Morales, o meia cruzou a bola na cabeça de Elicarlos e o volante abriu o marcador, para a festa da torcida. Já no mês seguinte, em setembro, chegou a marca de 200 jogos pelo clube em jogo contra o Coritiba, na Arena Pernambuco, pelo Brasileirão. Assim, por uma enorme simpatia com a torcida, se tornou um dos ídolos recentes da história do Náutico. 
Em 2013, porém, afundou junto com o clube de volta à Série B com a pior campanha do Náutico na era dos pontos corridos. Já em 2014, depois de uma complicada negociação, o volante Elicarlos aceitou reduzir o seu salário e permanece no Timbu. Em janeiro, era tido como uma das referências do novo Náutico que começava a ser construído após o rebaixamento de 2013. Capitão e um dos pilares do Timbu, pelo Campeonato Pernambucano marcou gol diante do Porto e Santa Cruz, além que terá a sua primeira final estadual pelo clube. Nesta temporada, pela Série B do Campeonato Brasileiro, ele atuou em 23 partidas, sendo 18 delas como titular e balançou as redes uma vez, no empate em 2–2 contra o Ceará.
No entanto ele já viveu dias melhores e 2014 foi a sua pior fase no clube. Envergou a faixa de capitão, foi titular, mas não conseguiu apresentar o mesmo rendimento que o tornou um ídolo da torcida em outras campanhas. Assim, em 29 de dezembro, apesar de ter entrado em campo em 44 partidas e marcado 3 gols ao longo da temporada, mas dono do maior salário pago pelo Náutico na temporada 2014 e com salário acima do orçamento do clube pernambucano, foi decidido empresta-lo, por 1 ano, para a Chapecoense.

### Chapecoense
Por empréstimo junto ao Náutico, Eli atuou na Chape em 2015, sob o comando do treinador Vinícius Eutrópio. Elicarlos desembarcou na Chapecoense com experiência de um atleta rodado na Série A, em clubes como Cruzeiro e Náutico. Na equipe alviverde, o volante foi titular em 40 jogos, além de ter disputado duas partidas como reserva.
Já no dia 9 de maio de 2015, pela rodada de estreia do Campeonato Brasileiro, marcou seu primeiro gol pela Chape, que também foi o primeiro do seu time na competição. Ele saiu no primeiro tempo, quando aos 29, Elicarlos pegou a sobra de um cruzamento e arriscou de longe. O jogo foi contra o Coritiba, que terminou em 2–1 para a Chapecoense e aconteceu em Chapecó.

### Náutico
Em 5 de janeiro de 2016, voltando ao Recife após um empréstimo feito à Chapecoense na temporada passada por conta de seu alto salário, Elicarlos se reapresentou no Náutico. O volante acertou sua permanência com a atual diretoria mediante uma redução de salários e assumiu a titularidade do time comandado por Gilmar Dal Pozzo.
E após retornar e até treinar com parte do elenco que iniciou os trabalhos de 2016, o volante Elicarlos participou das primeiras rodadas do Campeonato Pernambucano. Porém, uma proposta do Figueirense fez com que o jogador pedisse o desligamento do clube. Assim, durou menos de três meses a terceira passagem de Elicarlos pelo Náutico.

### Figueirense
Em 07 de março de 2016, Elicarlos foi apresentado pelo Figueirense oficialmente. Ele chegou ao clube a pedido do técnico Vinícius Eutrópio, com quem trabalhou em 2015 na Chapecoense, e foi titular do Figueirense durante boa parte desta temporada, tendo atuado em 39 jogos no ano pelo time de Florianópolis, em partidas do Brasileirão, Primeira Liga, Copa do Brasil e Campeonato Catarinense.
No dia 19 de junho de 2016, deu um grande susto durante o duelo contra o Internacional, pelo Campeonato Brasileiro. Aos 25 minutos do primeiro tempo, acabou sendo atingido na cabeça pelo companheiro Rafael Moura após cobrança de escanteio. Ele caiu no chão desacordado e chegou a convulsionar. Já desperto, foi encaminhado ao Hospital. Além das convulsões, teve um corte próximo à orelha e levou 12 pontos na cabeça.
Neste ano, Elicarlos foi um dos destaques do time catarinense, apesar do rebaixamento para a Série B. Em setembro, Elicarlos sofreu uma lesão na fíbula. Recuperado, o jogador voltou a atuar na última partida do Alvinegro na Série A de 2016, na derrota por 2–0 para o Sport. Com contrato perto de encerrar, Elicarlos estava na lista do Figueirense para ter o seu contrato renovado, mas ele acertou a sua transferência para o Um Sallal, do Catar.

### Um Sallal
No dia 2 de janeiro de 2017 Elicarlos fecha a sua transferência para a equipe do Um Sallal. O volante chegou a viajar ao Catar, mas não assinou contrato. Porém, depois de dez dias no novo país, a negociação, no entanto, não andou como o esperado e ele retornou ao Recife para assinar o contrato com o Santa Cruz.
Segundo o seu agente, repensou o acerto após uma nova investida da diretoria coral. "Ele viajou e tudo, só que o Santa foi atrás e conseguiu trazê-lo. O que posso dizer é que a proposta foi boa e nós aceitamos". - A questão não é que não deu certo no Catar. Ele estava lá treinando há oito dias, mas o Santa Cruz fez uma proposta que se aproximou e o atleta decidiu voltar. - comentou o diretor de futebol Constantino Júnior.

### Santa Cruz
Após negociação frustrada com clube estrangeiro do Catar, no dia 12 de janeiro de 2017, o Santa Cruz enfim oficializou a contratação do volante Elicarlos, a pedido do técnico Vinícius Eutrópio, que já havia trabalhado com o jogador no Figueirense e na Chapecoense.
Um dos maiores investimentos do clube coral para a temporada, Elicarlos não podia ter início melhor, já que ainda em janeiro de 2017, conquistou uma taça pela primeira vez no Estado pernambucano. Pois a vitória sobre o Paysandu por 1–0, no Arruda, deu a Taça Asa Branca aos tricolores.
Elicarlos chegou ao Santa Cruz no início da temporada e era titular absoluto da equipe. Apesar das lesões lhe atrapalharem em alguns períodos, o volante atuou em 28 partidas, sendo 24 delas como titular. Pelo time pernambucano, Eli não marcou gols.
No dia 21 de agosto de 2017, o jogador estava disputando a Série B pelo Santa Cruz quando abriu mão dos dois meses de salários atrasados (junho e julho), rescindiu com o tricolor do Arruda e viajou para Santa Catarina para assinar contrato com a Chapecoense.

### Chapecoense
Após rescindir contrato com o clube pernambucano do Santa Cruz, ele se apresenta à Chapecoense em 22 de agosto de 2017. E em sua segunda passagem pelo clube de Chapecó, Elicarlos chega novamente sob indicação do técnico Vinícius Eutrópio, que foi quem o levou para a Chape, em 2015, e também pediu sua contratação em outros clubes por onde passou, como Figueirense e Santa Cruz, na época as duas últimas equipes do treinador e também do jogador.
Ainda em 2017, no dia 3 de dezembro, em jogo válido pela 38.ª e última rodada do Campeonato Brasileiro, a Chape recebeu o Coritiba e, em jogo épico, conseguiu vencer por 2–1 com um dos tentos feito por Elicarlos. Na oportunidade, foi cruzar e fez o gol aos 39' do 1º tempo. O resultado, que determinou o rebaixamento do Coxa para Série B, foi bom para os catarinenses que terminaram a competição na oitava colocação, garantindo uma vaga para Libertadores.
No dia 21 de março de 2018, balançou as redes no triunfo da Chapecoense por 2–0 diante do Hercílio Luz, pela 15ª rodada do Estadual. Naquela oportunidade, com a vitória, o Verdão do Oeste garantiu a classificação antecipada para a final do Catarinense. Já no dia 9 de junho de 2018 a Chape venceu o Cruzeiro por 2–0, na Arena Condá, pela 11ª rodada do Brasileiro, e um dos destaques foi o volante Elicarlos, autor do segundo gol, que garantiu a vitória do Verdão contra os mineiros. Esse foi o segundo gol do volante no ano.
Ainda pelo Brasileiro de 2018, a Chapecoense empatou em 1–1 com o Grêmio em julho, na Arena Condá. Nesse jogo, diante de pouco mais de 14 mil torcedores, o Verdão do Oeste começou atrás no placar no comecinho da partida. Porém, se encontrou no jogo e passou a pressionar. O empate veio no começo do segundo tempo, com gol de Elicarlos. Foi o terceiro gol do volante na temporada. Além do gol, Elicarlos levou perigo ao gol de Paulo Victor em uma finalização de fora da área.

## Polêmicas
Em 2009, no mês de junho, após a vitória do Cruzeiro por 3–1 sobre o Grêmio, ficou famoso por ter acusado o atacante Maxi López de racismo durante o jogo das semifinais da Libertadores, alegando ter sido chamado de "macaco". Assim, ao fim do jogo, se dirigiu à Delegacia da Polícia Civil localizada no estadio e foi lavrado um boletim de ocorrência. Após registrar o caso na delegacia, os policiais intimaram o argentino Maxi a prestar depoimento. A ocorrência na delegacia do Mineirão - onde Elicarlos e Maxi López prestaram depoimento na madrugada do dia 25 - resultou num inquérito, instaurado pela 16.ª Delegacia da capital mineira. A suposta ofensa racista teve repercussão internacional. Até os jornais argentinos repercutiram a polêmica.
Em abril de 2013, a desclassificação do Náutico diante o Santa Cruz no Campeonato Pernambucano deixou vários jogadores sem palavras. Porém, também trouxe muita revolta ao volante Elicarlos, que disparou críticas ao árbitro e protesta contra a marcação de um pênalti em Renatinho, no 2º tempo da partida. O jogador acusou o árbitro Gilberto Castro Júnior de persegui-lo. E afirmou que o cartão amarelo que tomou no Clássico das Emoções é prova disso. Além de disparar acusações, o volante também pediu para a diretoria do clube tomar uma atitude. Já em outubro de 2013, Elicarlos se defende das críticas por falhas de marcação do time do Náutico. Apontado como principal responsável no setor, o volante alvirrubro divide o fracasso com toda a equipe timbu: 'Eu não marco sozinho', diz jogador.
Em 2014 surgiram inúmeras histórias de indisciplina envolvendo o volante, como por exemplo, que ele se negava a tomar suplementos alimentares, não participava das sessões de crioterapia (banho mergulhado no gelo) após as partidas, fazia críticas ao esquema dos técnicos, discutia com os companheiros de time e tentava liderar greves por conta de salários atrasados no clube. A maior polêmica no ano, no entanto, aconteceu no dia 9 de agosto, quando o Náutico perdeu para o Santa Cruz por 3–0, no Arruda, pela 15ª rodada da Série B, e o então técnico Sidney Moraes acusou o jogador de fazer corpo mole e o afastou. A diretoria não gostou da atitude de Sidney e o demitiu. Com o desligamento de Sidney Moraes do Náutico, Elicarlos foi automaticamente reintegrado ao elenco principal do time.
No dia 19 de junho de 2016, Elicarlos deu um grande susto durante o duelo Figueirense x Internacional, pelo Campeonato Brasileiro, no Orlando Scarpelli, em Florianópolis. Aos 25 minutos do primeiro tempo, o jogador do Figueira acabou sendo atingido na cabeça pelo companheiro Rafael Moura após cobrança de escanteio. Ele caiu no chão desacordado e chegou a convulsionar, mobilizando as equipes médicas das duas equipes para seu pronto atendimento. Já desperto, Elicarlos foi parar na ambulância ao lado do gramado, com a cabeça enfaixada, e posteriormente encaminhado ao Hospital Governador Celso Ramos, na capital de Santa Catarina. Além das convulsões, o volante teve um corte próximo à orelha e levou 12 pontos na cabeça.
Em 2017, de volta a Pernambuco, agora defendendo as cores do Santa Cruz, o volante esclareceu a saída conturbada que teve do Náutico no início de 2016. Nos bastidores, os comentários davam conta de problemas de Elicarlos com a diretoria por conta de salários atrasados. Ele negou. “Não foi por causa, como muitos falam, de salários atrasados que tomei minha decisão de sair do Náutico. Tinham muitas coisas envolvidas e que ninguém sabe, mas eu sei o que passei. Todas as coisas que tinham de errado no clube falavam que eu tinha culpa, então teve o momento que não deu para permanecer”, comentou. - Quando ganhava um jogo, ninguém se importava comigo e quando perdia falavam que a culpa era minha. Aí falei que não ia seguir mais no clube, completou.

## Títulos
Cruzeiro
- Campeonato Mineiro: 2008 e 2009
- Campeonato Internacional de Verano: 2009

Náutico
- Copa Pernambuco: 2011

Santa Cruz
- Taça Asa Branca: 2017